# Liste der Straßennamen von Gliwice
In der Stadt Gliwice (deutsch: Gleiwitz) haben bzw. hatten die Straßen folgende Namen:
| (Heutiger) Straßenname            | Deutscher Straßenname (bis 1945) | Weitere Namen                                  | Details                                                               | Lage                           |
| --------------------------------- | -------------------------------- | ---------------------------------------------- | --------------------------------------------------------------------- | ------------------------------ |
| Plac Inwalidów Wojennych          | Wilhelmsplatz                    |                                                |                                                                       |                                |
| Plac Krakowski                    | Krakauer Platz                   |                                                |                                                                       |                                |
| Plac Mleczny                      | Milchmarkt                       |                                                |                                                                       |                                |
| Plac Piłsudskiego                 | Reichspräsidentenplatz           | Königsplatz (Teil), Plac Bohaterów Stalingradu |                                                                       |                                |
| Plac Rzeźniczy                    | Fleischmarkt                     |                                                |                                                                       |                                |
| Plac Wszystkich Świętych          | Kirchplatz                       |                                                |                                                                       |                                |
| Rynek                             | Ring                             | Wird auch als "Marktplatz" bezeichnet          |                                                                       |                                |
| ul. Bankowa                       | Bankstraße                       |                                                |                                                                       |                                |
| ul. Basztowa                      | Turmstraße                       |                                                |                                                                       |                                |
| ul. Bohaterów Getta Warszawskiego | Neudorfer Straße                 |                                                | Benannt nach der Ortschaft Neudorf, die sich in diesem Bereich befand |                                |
| ul. Bytomska                      | Beuthener Straße                 |                                                |                                                                       |                                |
| ul. Dolnych Wałów                 | Niederwallstraße                 |                                                |                                                                       |                                |
| ul. Dworcowa                      | Bahnhofstraße                    |                                                |                                                                       |                                |
| ul. Górnych Wałów                 | Oberwallstraße                   |                                                |                                                                       |                                |
| ul. Grodowa                       | Mauerstraße                      |                                                |                                                                       |                                |
| ul. Jagiellońska                  | Kronprinzenstraße                |                                                |                                                                       |                                |
| ul. Jana Matejki                  | Tarnowitzer Straße               |                                                |                                                                       |                                |
| ul. Kaczyniec                     | Lange Straße                     |                                                |                                                                       |                                |
| Ul. Kaszubska                     | Düppelstrasse                    |                                                |                                                                       |                                |
| ul. Kościelna                     | Kirchstraße                      |                                                |                                                                       |                                |
| ul. Krótka                        | Kurze Gasse                      |                                                |                                                                       |                                |
| ul. Krupnicza                     | Karlstraße                       |                                                |                                                                       |                                |
| ul. Krupnicza (Teil)              | Karlsplatz                       |                                                |                                                                       |                                |
| ul. Luzycka                       | Heinitzstraße                    |                                                |                                                                       |                                |
| ul. Mikołowska                    | Nikolaistraße                    |                                                |                                                                       |                                |
| ul. Plebańska                     | Pfarrstraße                      |                                                |                                                                       |                                |
| ul. Pod Murami                    | Wetz (Teil)                      |                                                |                                                                       |                                |
| ul. Raciborska                    | Ratiborer Straße                 |                                                |                                                                       |                                |
| ul. Średnia                       | Mittelstraße                     |                                                |                                                                       |                                |
| ul. Tkacka                        | Stockgasse                       |                                                |                                                                       |                                |
| ul. Toszecka                      | Toster Straße                    |                                                | Benannt nach Tost (Toszek)                                            | Szobiszowice                   |
| ul. Wysoka                        | Wetz (Teil)                      |                                                |                                                                       |                                |
| ul. Zwycięstwa (Teil)             | Wilhelmstraße                    |                                                | Bedeutet übersetzt Siegesstraße                                       | Zwischen Ring und Hauptbahnhof |
| ul. Zwycięstwa (Teil)             | Schützenstraße                   |                                                |                                                                       |                                |